# Lebendes Fossil

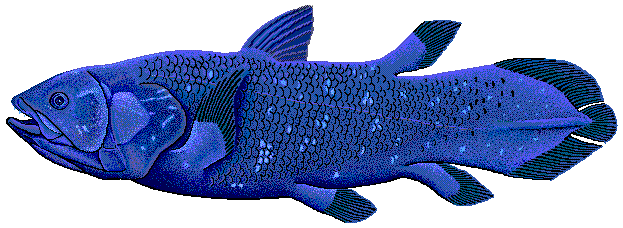
Komoren-Quastenflosser (Zeichnung). Die Gruppe der Quastenflosser besteht seit mehr als 400 Millionen Jahren und hat sich im Laufe ihrer Evolution äußerlich nur wenig verändert.

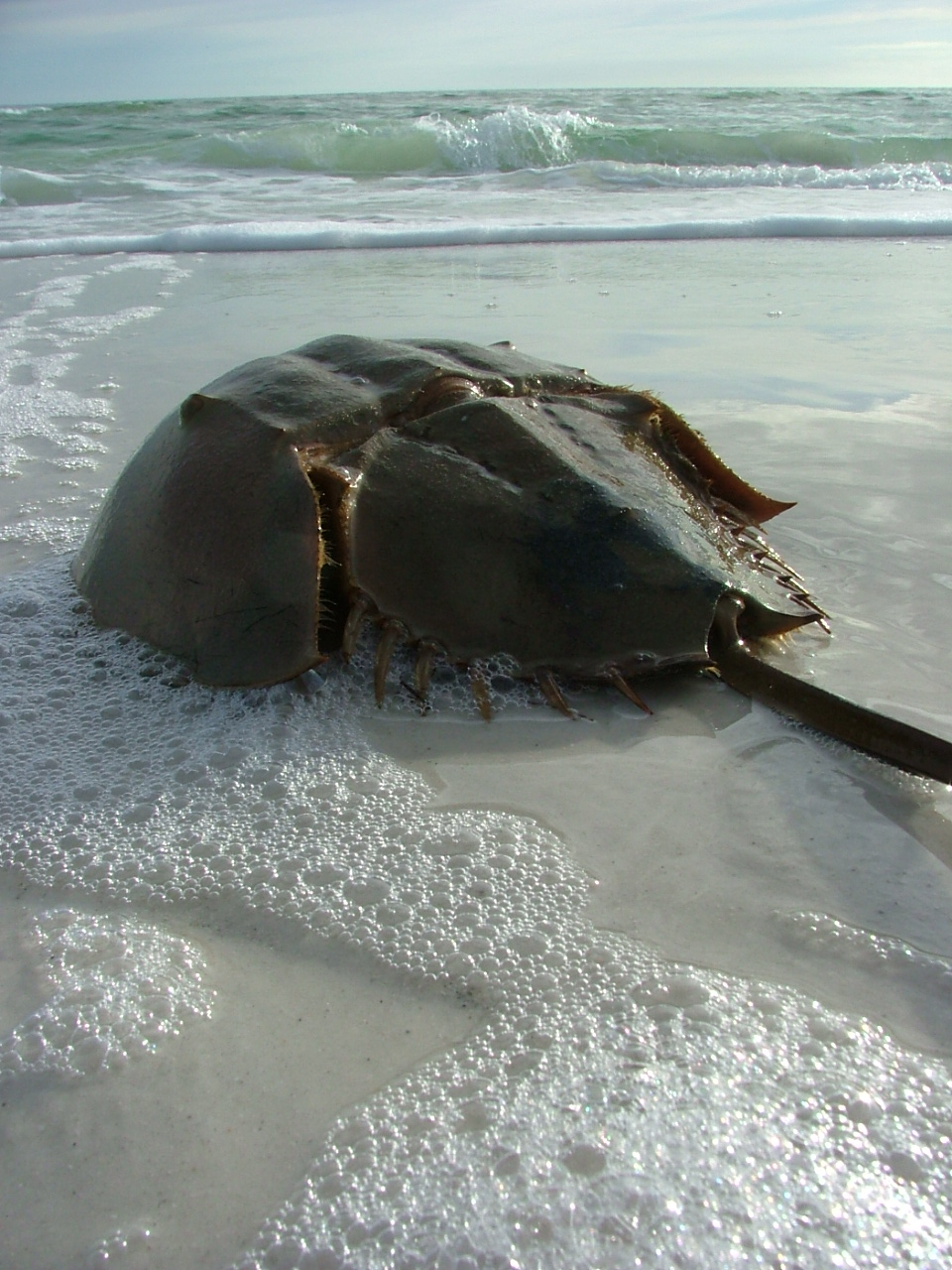
Pfeilschwanzkrebs an der Küste Floridas

Lebende Fossilien sind Arten oder Artengruppen (Taxa), die sich mehr oder weniger unverändert über geologisch lange Zeiträume erhalten haben. Der Ausdruck geht auf Charles Darwin, den Vater der Evolutionstheorie, zurück. Aufgrund einer fehlenden einheitlichen Definition und häufigen Missverständnissen werden der Begriff und das Konzept zunehmend in Frage gestellt.
Sowohl pflanzliche als auch tierische Organismen, die über Millionen von Jahre in ihren Strukturen nachweisbar unverändert geblieben sind - was durch fossile Funde belegt werden kann - gelten als lebende Fossilien. Oft handelt es sich um Arten, die in Habitaten vorkommen, in denen sie über lange Zeiträume wenig Veränderung und somit einem geringen Selektionsdruck ausgesetzt waren. Jedoch spielt die Abwesenheit von Nahrungskonkurrenten oder Feinden ebenfalls eine Rolle.

## Definitionen

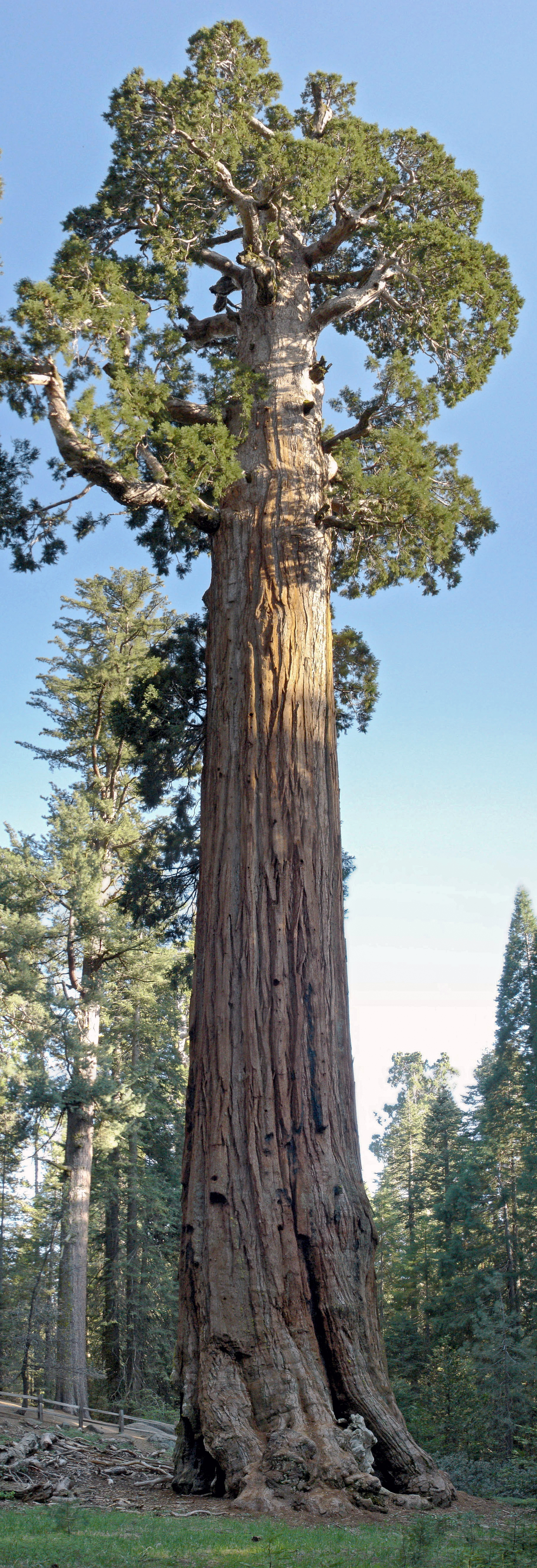
Riesenmammutbaum im Sequoia-Nationalpark und Kings-Canyon-Nationalpark, USA

Der Terminus „lebendes Fossil“ wurde von Charles Darwin in die Literatur eingeführt. In seinem Hauptwerk Über die Entstehung der Arten (S. 107 in der ersten Auflage) sagt er über im Süßwasser lebende Formen wie Ornithorhynchus (Schnabeltier) und Lepidosiren (Südamerikanischer Lungenfisch): „..., which, like fossils, connect to a certain extent orders now widely separated in the natural scale. These anomalous forms may almost be called living fossils; they have endured to present day, from having inhabited a confined area, and from having thus been exposed to less severe competition.“ (… die, wie Fossilien, in gewissem Maß verschiedene Ordnungen miteinander verbinden, die nun im natürlichen System weit voneinander getrennt sind. Diese abweichenden Formen könnte man beinahe lebende Fossilien nennen. Sie haben bis zum heutigen Tag überlebt, da sie ein beschränktes Areal besiedelten und dort weniger harter Konkurrenz ausgesetzt waren"). In Darwins Korrespondenz findet sich der Ausdruck schon etwas früher, beispielsweise in einem Brief an Joseph Dalton Hooker 1858, wo er ebenfalls betont, es seien aus dem Meer in Süßwasser-Lebensräume abgedrängte Reliktformen.
Heutige Autoren führen oft dieselben Beispiele an, wenn sie von lebenden Fossilien sprechen, nur wenige geben aber eine Definition. Thomas Schopf nennt, in einem Review von 1984 die folgenden:
1. Eine lebende Art, die über sehr lange geologische Zeiträume überlebt hat (wird manchmal als „panchronisch“ bezeichnet). Wird beispielsweise von Katsuhiko Yoshida vertreten.[6]
2. Eine lebende Art, die morphologisch und physiologisch ziemlich ähnlich zu einer fossilen Art ist, die über einen langen geologischen Zeitraum von dieser getrennt ist.
3. Eine lebende Art, die sich überwiegend durch primitive morphologische Merkmale auszeichnet.
4. Eine Art nach einer der ersten drei Definitionen, die aber zudem eine reliktäre Verbreitung besitzen muss.
5. Eine lebende Art, von der man annahm, dass sie ausgestorben sei (dies wird heute aber meist eher als Lazarus-Taxon bezeichnet).
6. Eine lebende Klade mit geringer taxonomischer Diversität, deren Arten eine der ersten drei Definitionen erfüllen.

Ähnliche Definitionen, die meist einer der aufgeführten ähneln, sich aber untereinander jeweils unterscheiden, gibt es in großer Zahl. Erich Thenius kombiniert diese Faktoren: Lebende Fossilien besäßen demnach sowohl eine isolierte Stellung im biologischen System mit einer oder nur wenigen Arten, eine Reliktverbreitung, gegenüber einstiger weiter Verbreitung und außerdem altertümliche Merkmale durch langsame Evolutionsgeschwindigkeit.
Niles Eldredge und Steven M. Stanley nennen, wie Thenius und viele andere, als ein wesentliches Merkmal eine „arrested evolution“, die Formen haben sich demnach seit ihrer Entstehung nicht wesentlich morphologisch verändert und besäßen auch eine geringere Evolutionsgeschwindigkeit, diese Definition wird von Schopf nicht berücksichtigt. Eine niedrige Evolutionsgeschwindigkeit wird von einigen Autoren mit dem speziellen Ausdruck „Bradytelie“ umschrieben (der Ausdruck wurde durch den Paläontologen George Gaylord Simpson in Tempo and Mode in Evolution 1944 eingeführt).
Je nach verwendeter Definition schließen einige Autoren bestimmte einzelne Taxa aus den lebenden Fossilien aus, die von anderen als solche akzeptiert werden. Ein Problem aller Definitionsversuche ist, dass die zugrunde liegenden Terme in sich vage sind (wie alt muss eine Art sein, damit sie das Kriterium erfüllt? Wie groß darf ein Reliktareal sein? usw.). So besitzen die „Urzeit-Krebse“ oder Notostraca mit der Gattung Triops, für viele ein Musterbeispiel lebender Fossilien, offensichtlich trotz ihres über lange Zeiträume konservierten Bauplans rezent eine hohe Rate der Artbildung, mit zahlreichen erst vor kurzer Zeit entstandenen Arten in verschiedenen Gebieten. Auch bei einer anderen der klassischen Reliktgruppen, den Perlbooten (Nautilidae) gibt es Hinweise auf eine erneuerte Artbildung in relativ geringer Vergangenheit. Die Palmfarne (Cycadales) gelten als typische Reliktgruppe, seit einer Radiation im Jura und der Kreidezeit hätten nur wenige Arten bis heute überlebt. Tatsächlich zeigte die Gruppe unerwarteterweise im Miozän eine erneute Radiation, die heutigen Arten sind nicht älter als etwa 12 Millionen Jahre. Die berühmte Brückenechse oder Tuatara (Sphenodon punctatus) Neuseelands, morphologisch seit der Kreidezeit fast unverändert, besitzt unerwarteterweise eine der höchsten molekularen Evolutionsgeschwindigkeiten aller Wirbeltiere. Eine unerwartet hohe genetische Diversität zeigt auch ein anderes Paradebeispiel für lebende Fossilien, die Pfeilschwanzkrebse (Limulidae). Diese Beispiele zeigen, dass eine bestimmte Form, die ein Merkmal zeigt, das für lebende Fossilien als kennzeichnend gilt, nicht unbedingt in den anderen Merkmalen den Definitionen entsprechen muss.
In anderen Fällen wird die morphologische Stasis in der fossilen Überlieferung auch nur vorgetäuscht. So galt der Armfüßer Lingula lange Zeit als das möglicherweise älteste lebende Fossil. Inzwischen konnte glaubhaft gemacht werden, dass die merkmalsarme glatte Schale dazu verführt hat, hier zahlreiche vermutlich nicht besonders nahe verwandte Formen irrtümlich in eine einzige Gattung zu stellen.
Anhand des bekanntesten aller lebenden Fossilien, des Quastenflossers Latimeria, haben Didier Casane und Patrick Laurenti 2013 auf die Widersprüche innerhalb des Konzepts aufmerksam gemacht. Die geringe Evolutionsgeschwindigkeit dieser Art sei zweifelhaft, ihre morphologische Stasis beruhe auf falschen Voraussetzungen: Die Quastenflosser hätten in der Vergangenheit eine große Formenfülle besessen, und von Latimeria selbst gäbe es überhaupt keine Fossilien. Das Denken in „urtümlichen“, „basalen“, „plesiomorphen“ Formen sei ein Rückfall in das überholte Konzept der Scala Naturae, es solle deshalb vermieden werden, überhaupt noch von lebenden Fossilien zu sprechen. Diesem radikalen Ansatz wurde allerdings von anderen Evolutionsbiologen widersprochen. Die langsame morphologische Evolution der Quastenflosser sei real nachweisbar, was von ihren Opponenten, die rein auf die kladistische Merkmalsausprägung fixiert seien und deshalb die zeitliche Dimension vernachlässigt hätten, schlicht übersehen worden sei. Diese Kontroverse zeigt, dass trotz der methodischen Probleme und der schwierigen Abgrenzbarkeit das Konzept der lebenden Fossilien auch heute noch Anhänger besitzt. Einige Autoren haben daraufhin versucht, dem Problem der zu vagen Definition durch Quantifizierung abzuhelfen und zur Abgrenzung der lebenden Fossilien einen sogenannten Evolutionary Performance Index (EPI) entwickelt.

## Beispiele

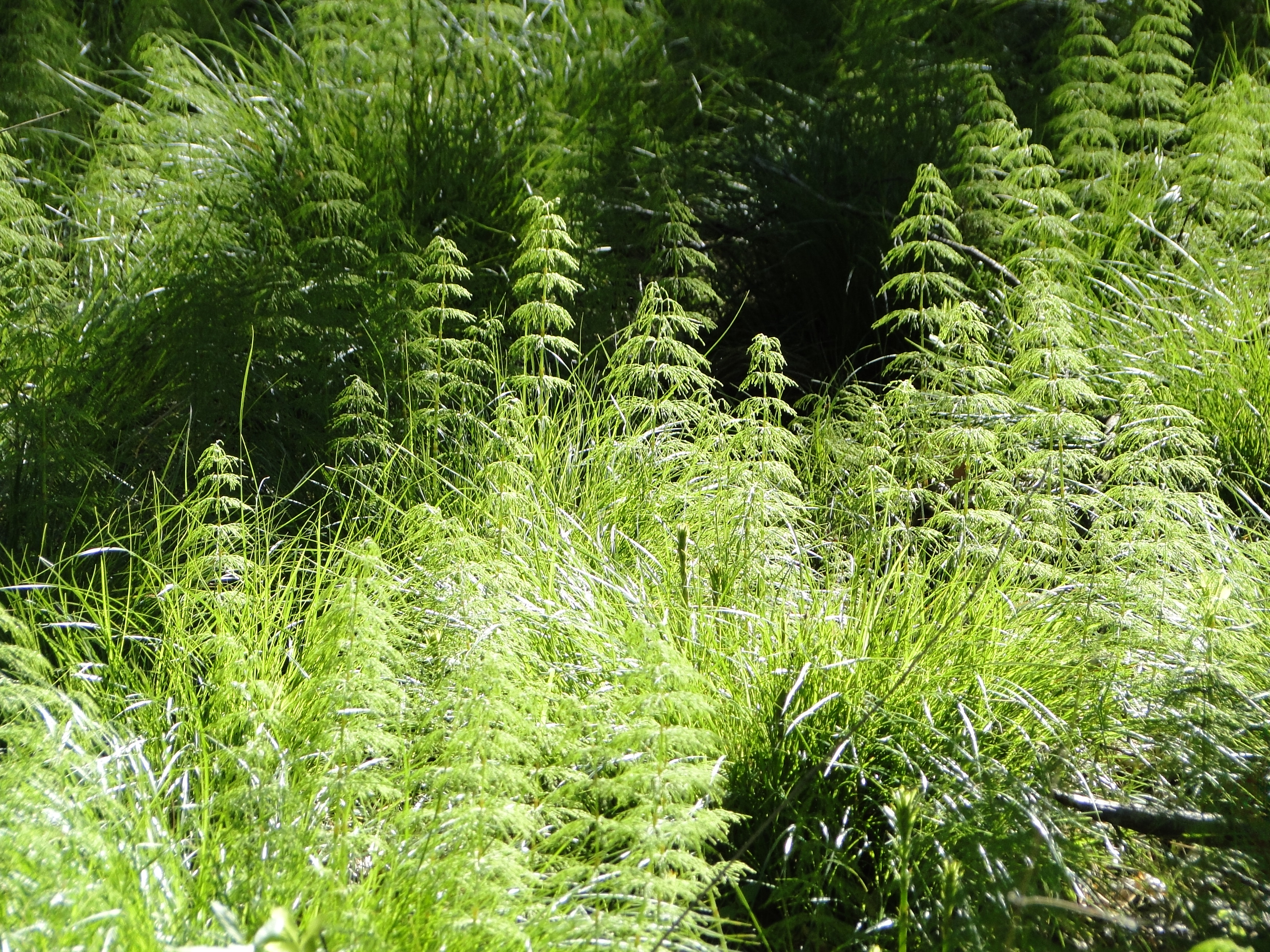
Eine Gruppe von Schachtelhalmen

### Pflanzenreich
Tertiärrelikte werden Pflanzen genannt, die im Warmklima des Tertiärs häufig waren und die letzte Kaltzeit in Restpopulationen in Refugien überdauerten und genetisch weitgehend unverändert geblieben sind:
- Europäische Stechpalme, Ilex aquifolium, Ordnung der Stechpalmenartigen
- Gewöhnlicher Buchsbaum, Buxus sempervirens, Ordnung der Buchsbaumartigen
- Araukarien, Araucaria, zählen zu den Koniferen[17]
- Baumfarne, Cyatheales, aus der Klasse der echten Farne[17]
- Ginkgo, Ginkgo biloba, aus  der Ordnung Ginkgoales
- Lotosblumen, Nelumbo[18][19][20]
- Mammutbäume, Sequoioideae, wie der Riesenmammutbaum, zählen zu den Zypressengewächsen[2]
- Schachtelhalm, Equisetum
- Taubenbaum, Cathaya argyrophylla
- Urweltmammutbaum, Metasequoia glyptostroboides
- Welwitschie, Welwitschia mirabilis, eine nacktsamige Wüstenpflanze[21]
- Wollemie, Wollemia nobilis, ein Araukariengewächs

### Tierreich

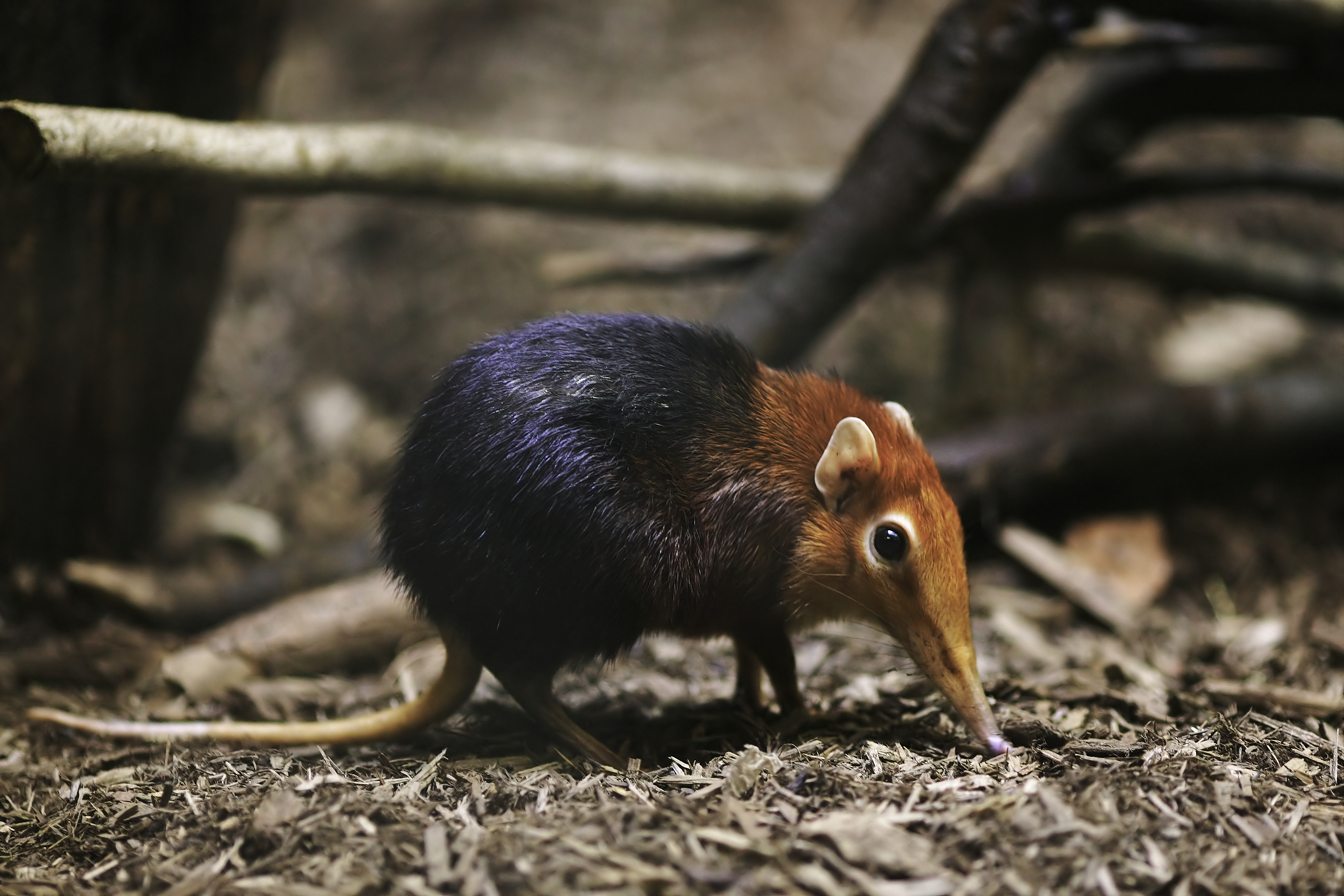
Rotschulter-Rüsselhündchen

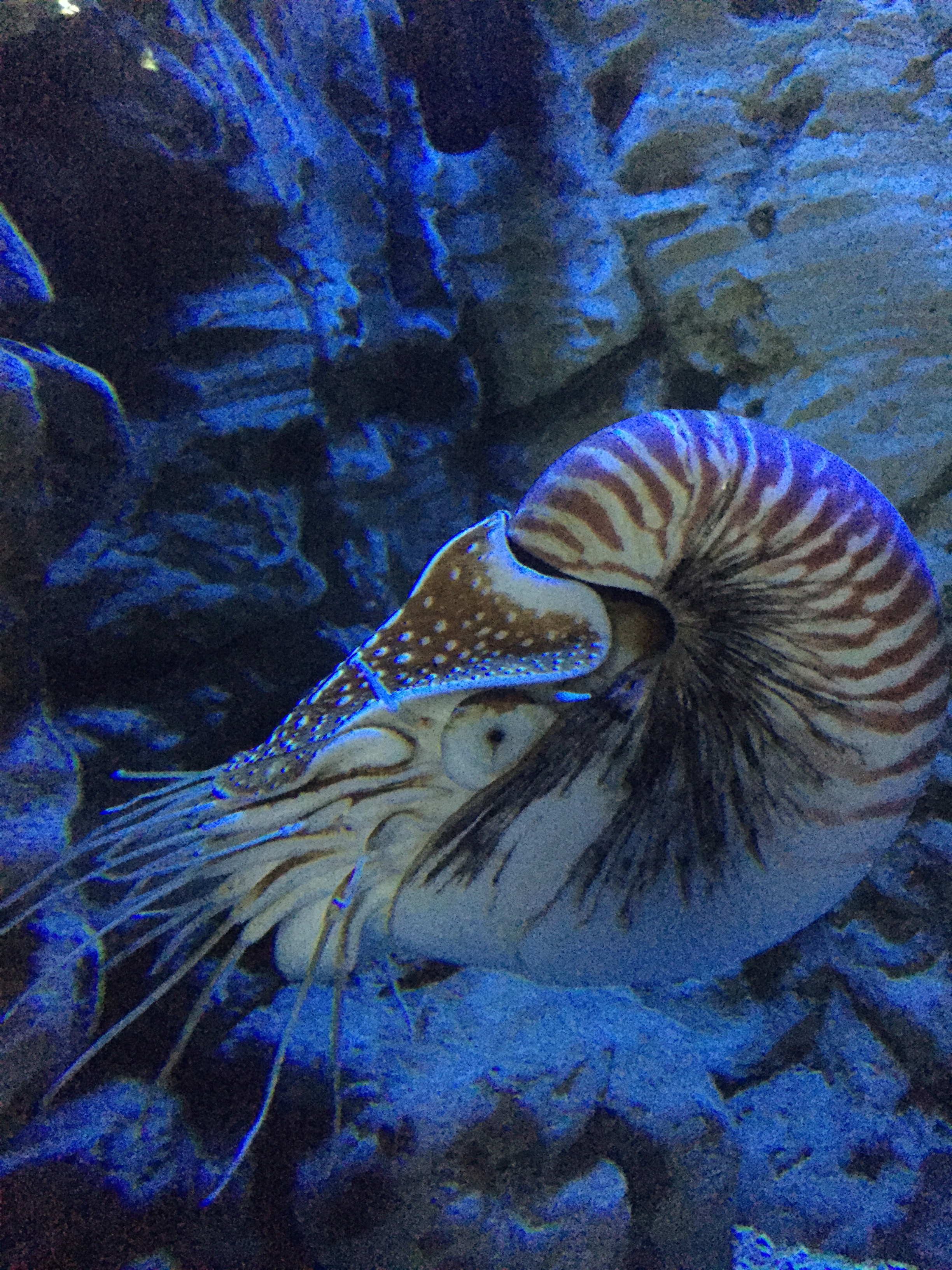
Perlboot in einem Aquarium

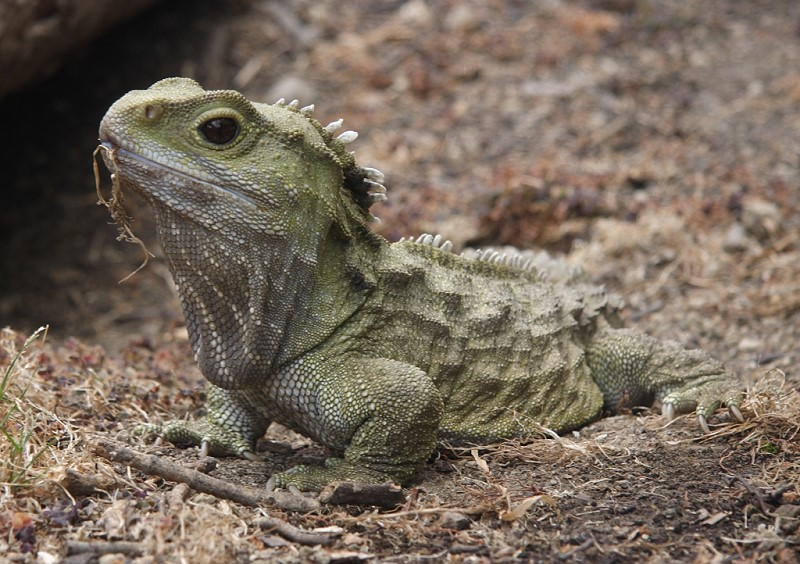
Brückenechse Tuatara, Neuseeland

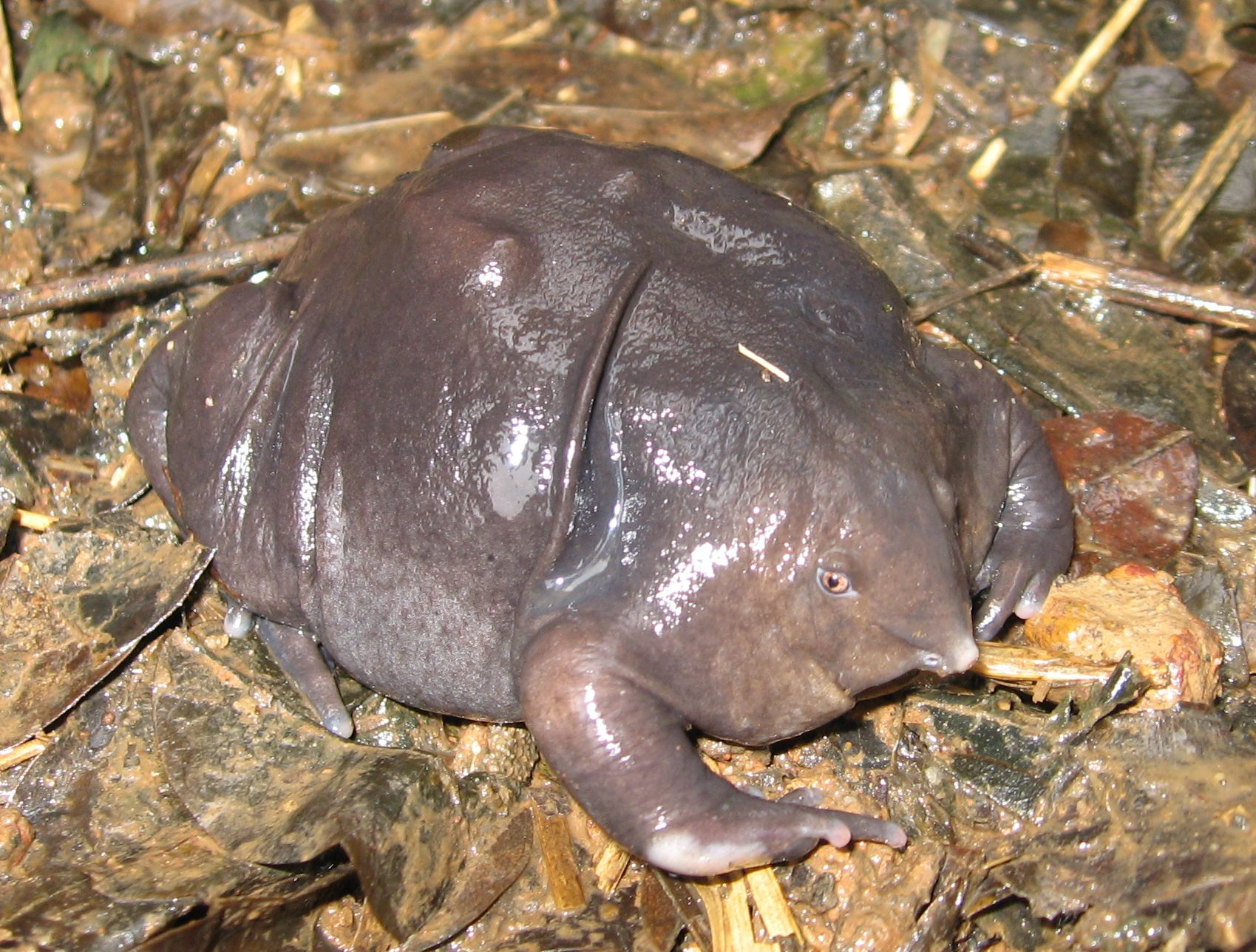
Der Froschlurch Nasikabatrachus sahyadrensis

Die folgende Aufzählung wurde ohne Anspruch auf Vollständigkeit zusammengestellt.
- Säugetiere
  - Dornschwanzhörnchen, wie der Dornschwanzbilch, Zenkerella insignis,[22]
  - Eigentliche Spitzhörnchen wie Tupaia, wie z. B. das Gewöhnliche Spitzhörnchen[23]
  - Kloakentiere, Monotremata, die zu den Ursäugetieren, Protheria, zählenden Ameisenigel, Tachyglossidae, und das Schnabeltier, Ornithorhynchus anatinus[17]
  - Macroscelididae, einschließlich aller Rüsselspringer[2][24]
  - Schlitzrüssler, Solenodontidae, wie der Dominikanische Schlitzrüssler gelten als die ursprünglichste Form der Insektenfresser[25]

- Aquatische Wirbeltiere
  - Plattköpfe, wie der Alligatorfisch, Cociella crocodila
  - Flösselhechte, z. B. der Nil-Flösselhecht[26]
  - Knochenhechte[27], wie der Gefleckte Knochenhecht[28] und der Kubanische Knochenhecht
  - Koboldhai, Mitsukurina owstoni, der ursprünglichste aller Makrelenhaiartigen[29]
  - Kragenhai, auch Schlangenhai genannt, Chlamydoselachus anguineus
  - Lungenfische, wie z. B. der Australische Lungenfisch, Neoceratodus forsteri, zählen zu den Fleischflossern[30]
  - Neunaugen, Petromyzontidae, aus der Klasse der Rundmäuler
  - Protanguilla palau, ein echter Knochenfisch, der zu den Aalartigen zählt[31]
  - Störe, Acipenseridae, urtümliche Knochenfische[17]
  - Teufelskärpfling, Cyprinodon diabolis, aus der Familie der Zahnkärpflinge
  - Quastenflosser, bzw. der Komoren-Quastenflosser, Latimeria chalumnae, ein Knochenfisch[17]

- Vielzellige Tiere, Urmünder
  - Armfüßer Brachiopoda[2]

- Weichtiere
  - Neopilina galatheae, ein Einschaler, ähnlich der Napfschnecke
  - Perlboote Nautilidae, ursprünglichste Form der Kopffüßer[2][17]

- Gliederfüßer
  - Hufeisengarnelen, Cephalocarida, Krebstiere, z. B. Hutchinsoniella
  - Pfeilschwanzkrebse, Limulidae, Unterstamm der Kieferklauenträger[2][17]
  - Triops, aus der Gattung der Kiemenfußkrebse
  - Typhlocaris ayyaloni, ein Zehnfußkrebs, der bisher nur in der Ajalon-Höhle in Israel endemisch ist[32]

- Reptilien und Amphibien
  - Brückenechsen, Sphenodontia oder Tuatara, wie die in Neuseeland heimische Art Sphenodon punctatus[33]
  - Israelischer Scheibenzüngler, Latonia nigriventer, ein Froschlurch[34]
  - Nasikabatrachus sahyadrensis, ein Froschlurch
  - Riesensalamander, wie der Chinesische Riesensalamander, Andrias davidianus[33]

- Insekten
  - Kamelhalsfliegen, Raphidioptera, wie die Schwarzhalsige Kamelhalsfliege[35]
  - Gladiatoren (Mantophasmatodea), eine Ordnung der Insekten[36][37]
  - Urlibellen, Anisozygoptera oder Epiophlebioptera[38]